# Archanara immaculata
Archanara immaculata là một loài bướm đêm trong họ Noctuidae.